# PSL-Scharfschützengewehr
Das PSL (rumänisch Pușcă semiautomată cu lunetă model 1974, „Halbautomatisches Scharfschützengewehr Modell 1974“) ist ein  rumänisches Scharfschützengewehr im Kaliber 7,62 × 54 mm R.

## Entwicklung
Das PSL wurde in den 1970er Jahren in Rumänien als heimische Alternative zum sowjetischen Dragunow-Scharfschützengewehr (SWD) entwickelt. Die rumänischen Konstrukteure griffen dabei auf das in Rumänien in Lizenz hergestellte Kalaschnikow-Waffensystem zurück und wählten das lMG RPK als Basis für ihr Scharfschützengewehr. Der Verschluss wurde verstärkt und an die stärkere Gewehrpatrone 7,62 × 54 mm R angepasst. Der Gehäusekasten wurde mit zwei Stahlblechen verstärkt und ein eigenes, 10 Patronen fassendes Stangenmagazin entworfen.

## Beschreibung
Das PSL ist ein Gasdruck-Selbstladegewehr mit Drehkopfverschluss. Lauf und Verschlusskasten in Blechprägetechnik wurden vom RPK übernommen und auf die Patrone 7,62 × 54 aptiert. Der Gaskolben mit langem Rücklauf wurde direkt vom RPK übernommen. Eine Gasregulierungseinrichtung fehlt. Ähnlich wie das SWD verfügt es über einen skelettierten festen Schichtholzschaft mit Wangenauflage. Eine Gummibodenkappe dämpft den Rückstoß. Der Mündungsfeuerdämpfer ist mit einer Bajonettaufnahme versehen. Das PSL verfügt über ein rumänisches 4-fach-LPS-2-Zielfernrohr, das eine vereinfachte Kopie des sowjetischen PSO-1 darstellt. Dem LPS-2 fehlt u. a. die batteriegestützte aktive Beleuchtung des PSO-1. Es wird wie bei anderen auf dem Kalaschnikow-System basierenden Waffen mit einer seitlichen Schwalbenschwanzmontage befestigt. Ebenso wie das SWD hat das PSL ein offenes Visier mit Kimme und Korn für Notfälle.

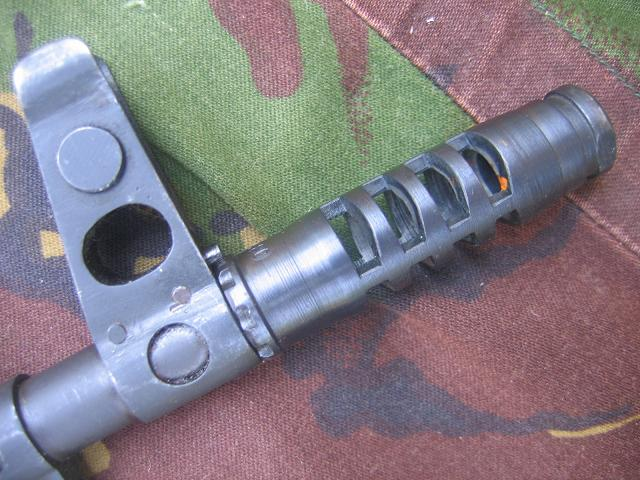
Mündungsfeuerdämpfer
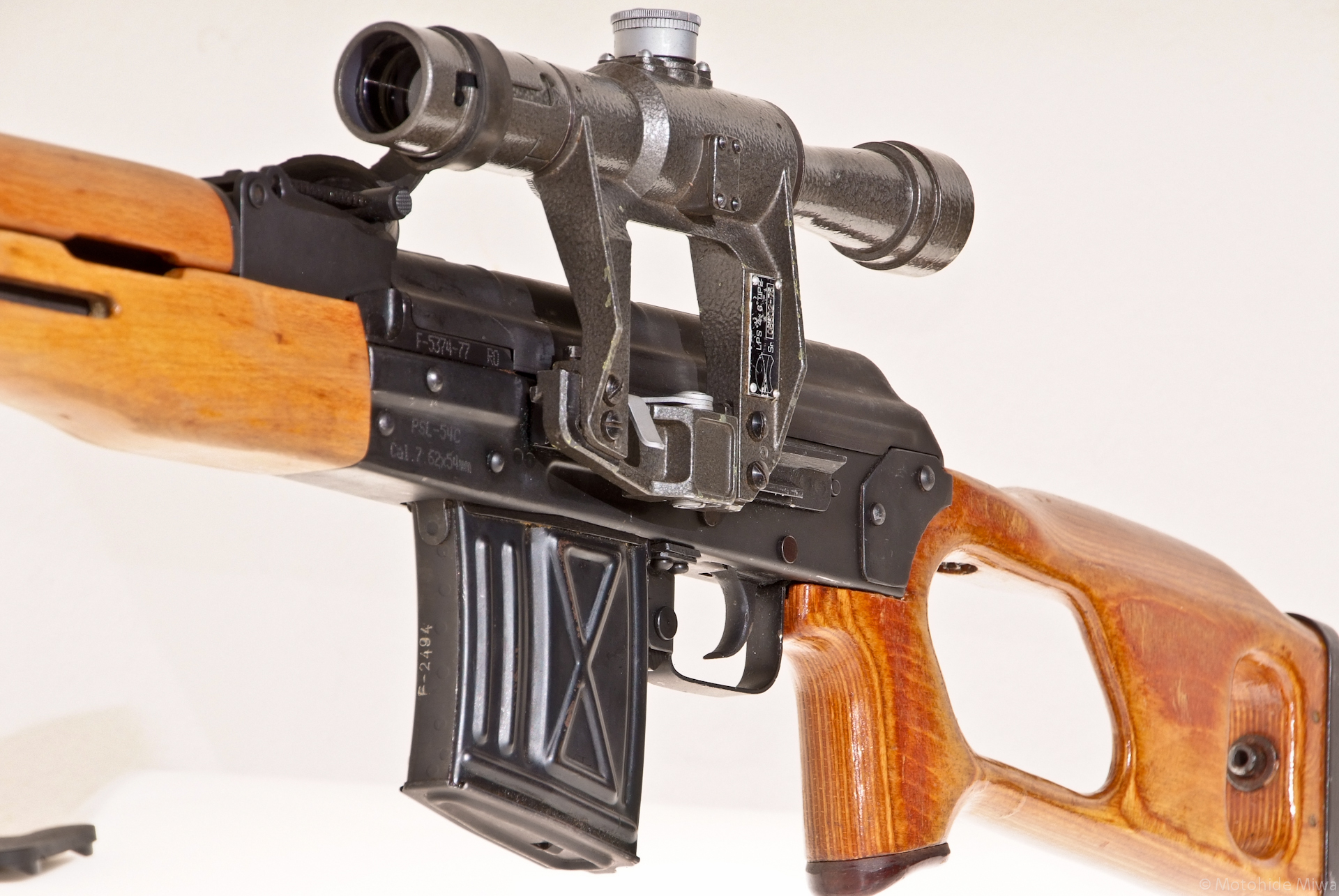
ZF-Montage
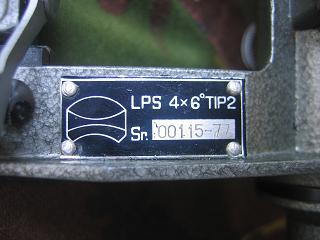
Detail LPS-2-ZF
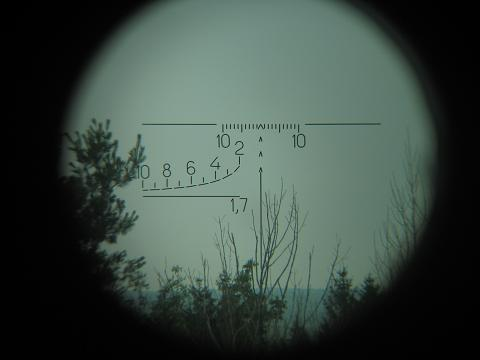
Absehen des LPS-2-ZF

## Sonstiges
Aufgrund der äußerlichen Ähnlichkeit wird das PSL häufig mit dem sowjetischen SWD verwechselt. Optisch unterscheidet es sich von diesem durch den quer- statt längsgeschlitzten Mündungsfeuerdämpfer, den zweiteiligen Handschutz und das andere Magazin mit der charakteristischen X-förmigen Verstärkung. Ebenso wie beim AK sitzt das PSL-Magazin unmittelbar vor dem Abzugsbügel, während beim SWD zwischen Abzugsbügel und Magazin ein großer Abstand ist. Die Magazine sind nicht austauschbar. Das PSL ist etwas schwerer und unpräziser als das SWD.

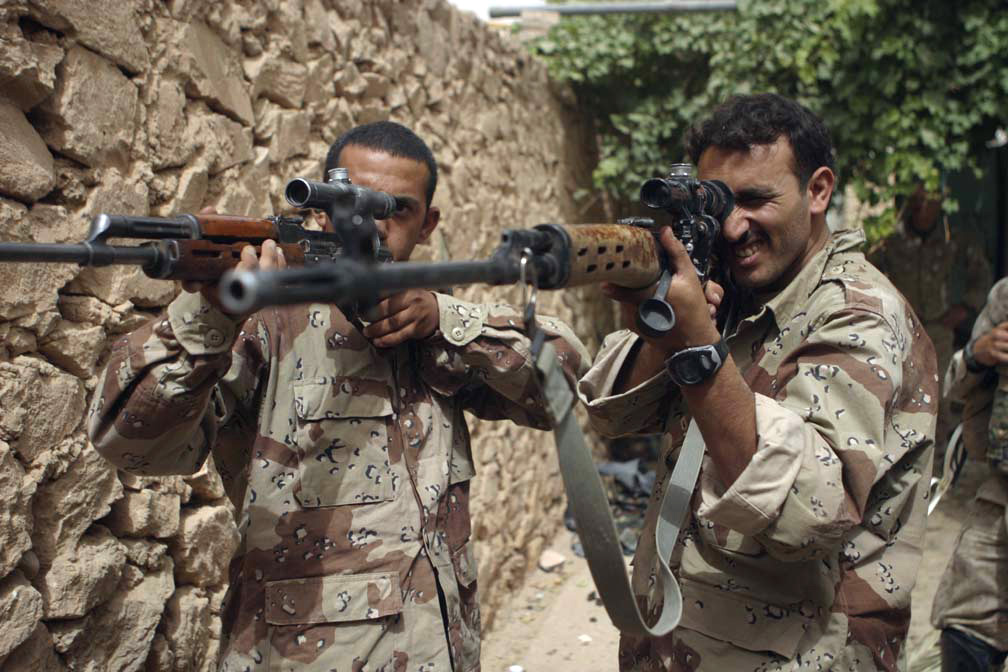
PSL links, SWD rechts
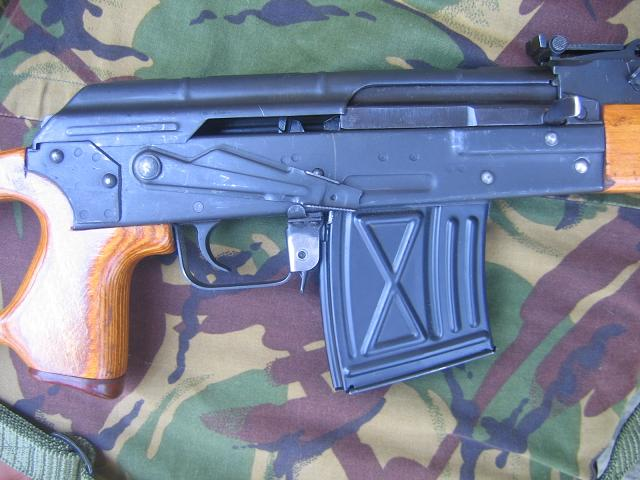
PSL
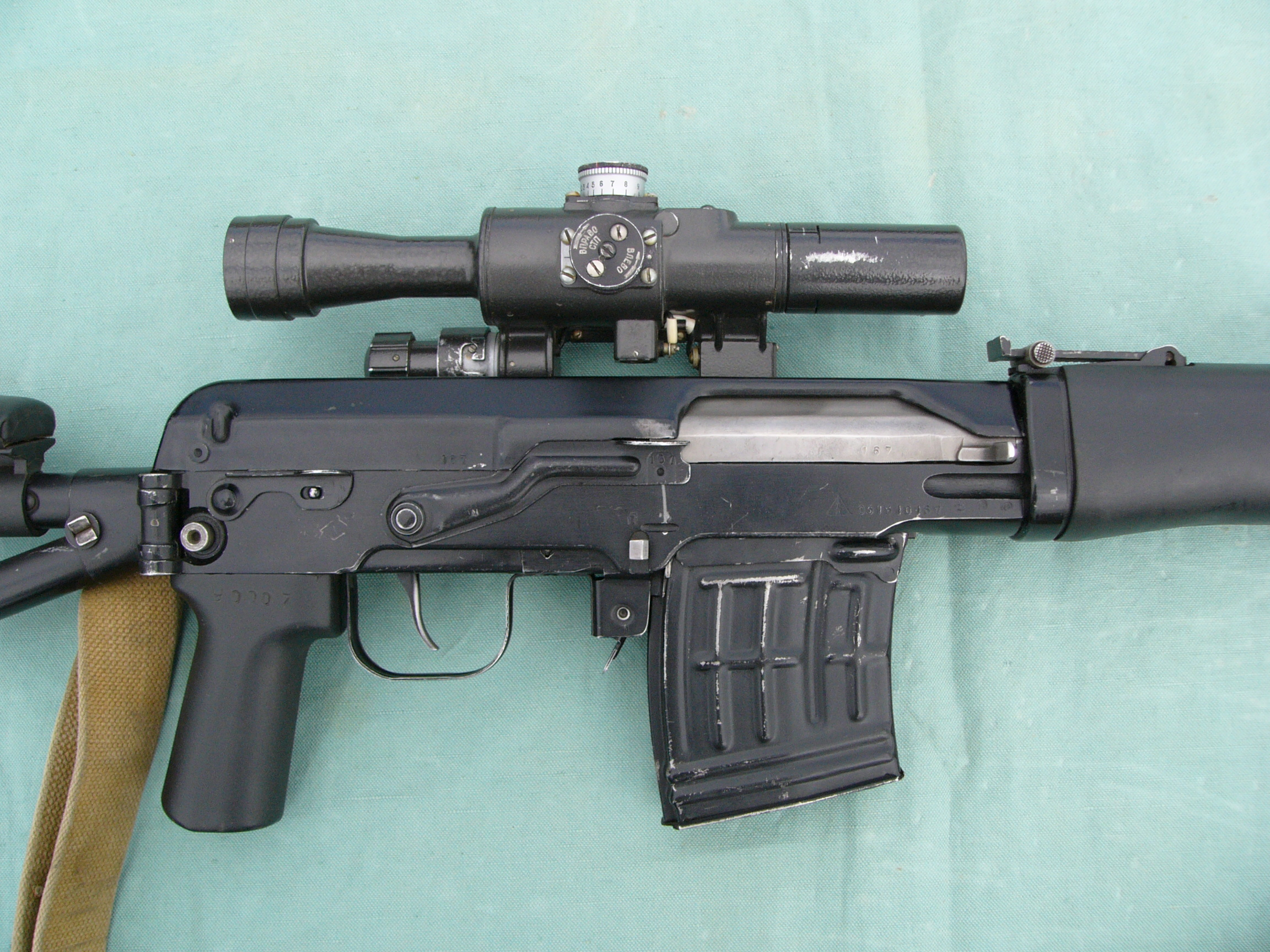
SWD
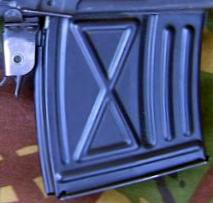
PSL-Magazin
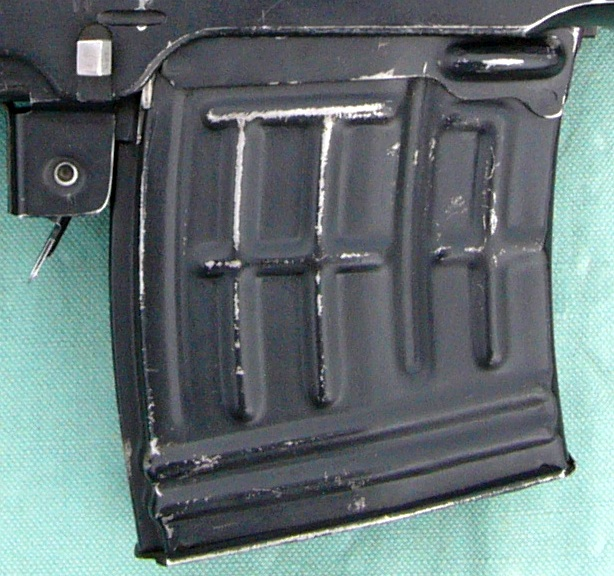
SWD-Magazin

## Varianten
Für den Export wird das PSL im NATO-Kaliber 7,62 × 51 mm gefertigt und unter verschiedenen Bezeichnungen, wie z. B. Cugir SSG-97, auch auf dem zivilen Markt angeboten.

## Einsatzstaaten
Außer von der rumänischen Armee wird das PSL von den afghanischen, äthiopischen und irakischen Streitkräften sowie in Bangladesch, Moldau und Nicaragua verwendet.